# Dean Spade
Dean Spade (1977) es un abogado, escritor, activista trans y profesor de derecho asociado a la Facultad de Derecho de la Universidad de Seattle.

## Primeros años y educación
Spade creció en una zona rural de Virginia, es hijo de madre soltera que a veces recibía asistencia social. A los 9 años, se unió a su madre y hermana trabajando en la limpieza de casas y oficinas para ganar dinero. Dos años más tarde, empezó a limpiar casas por su cuenta y comenzó a pintar casas de veraneo para obtener ingresos adicionales. Cuando tenía 14 años de edad, su madre murió de cáncer al pulmón. Después de su muerte, vivió con dos grupos de padres adoptivos.
Spade se graduó summa cum laude en el Barnard College de la Universidad de Columbia con una licenciatura en Ciencias Políticas y Estudios de la Mujer, y luego se graduó de la Facultad de Derecho de la UCLA en 2001. Durante este período de tiempo ha escrito sobre la búsqueda de una mastectomía para una cirugía de afirmación de género en Los Ángeles, y escribió sobre la dependencia del modelo de salud mental/discapacidad para obtener acceso a dicha cirugía que no se adapta a una persona con una expresión de género no binaria.

## Carrera
En 2002, él fundó el Sylvia Rivera Law Project, un colectivo jurídico sin fines de lucro en la ciudad de Nueva York que brinda servicios legales gratuitos a personas transgénero, intersexuales y no conformes con su género que tienen bajos ingresos y/o personas de color. Spade fue abogado del personal de SRLP desde 2002 hasta 2006, período durante el cual presentó testimonio ante la Comisión Nacional para la Eliminación de las Violaciones en Prisiones y ayudó, en el caso Jean Doe v. Bell, a lograr una importante victoria para los jóvenes transgénero en hogares de acogida. Spade también participó en la campaña de 2009 para impedir que Seattle construyera una nueva cárcel. 
El periódico The Advocate nombró a Spade uno de sus "Cuarenta menores de 40" en mayo de 2010. Utne Reader nombró a Spade y Tyrone Boucher en su lista de "50 visionarios que están cambiando su mundo" en 2009, por su proyecto colaborativo "Basta: la política personal de resistir al capitalismo".
Spade fue presidente de la Cátedra Haywood Burns 2009-2010 en la Facultad de Derecho de CUNY, fue profesor asociado del Instituto Williams de Derecho en la Facultad de Derecho de UCLA y en la Facultad de Derecho de Harvard, y fue seleccionado para impartir la Conferencia James A. Thomas 2009-2010 en la Facultad de Derecho de Yale. Recibió el premio Jesse Dukeminier  por el artículo "Documentando el género". Spade ha escrito extensamente sobre su experiencia personal como profesor y estudiante de derecho trans. Esto incluye escritos sobre la transfobia en la educación superior, así como sobre el privilegio de clase de ser profesor. También ha escrito sobre las limitaciones de la capacidad de la ley para abordar cuestiones de inequidad e injusticia. Sus intereses de investigación han incluido el impacto de la Guerra contra el Terror en los derechos de las personas transgénero, la burocratización de las identidades trans, los modelos de gobernanza sin fines de lucro en los movimientos sociales y los límites de las penas intensificadas por delitos de odio. Su primer libro, Normal Life: Administrative Violence, Critical Trans Politics, and the Limits of Law, fue publicado en enero de 2012 por South End Press y nominado para el Premio Literario Lambda 2011 en la categoría de No Ficción Transgénero.
Spade ha colaborado ampliamente en el pasado, incluyendo la edición de dos números especiales de Sexuality Research and Social Policy con Paisley Currah  y la coautoría de una guía sobre terapia médica y mantenimiento de la salud para hombres transgénero con el Dr. Nick Gorton. Spade ha colaborado con especial frecuencia con el sociólogo Craig Willse. Sus proyectos de colaboración incluyen I Still Think Marriage is the Wrong Goal,  un manifiesto y un grupo de Facebook. Willse y Spade también fueron los co-creadores de MAKE, "Propaganda para la agitación activista", una revista de papel (1999-2001) y un sitio web (2001-2007). En el pasado, Spade ha escrito otros fanzines, entre ellos Piss and Vinegar (2002), que cuenta la historia de su arresto transfóbico durante las protestas del Foro Económico Mundial de 2002 en la ciudad de Nueva York. Mimi Nguyen entrevistó a Spade y Willse sobre la experiencia en Maximumrocknroll . 

## Afiliaciones políticas
Spade es judío  y ha trabajado estrechamente con el capítulo de Seattle de Queers Against Israeli Apartheid (QuAIA).

## Obras
- Normal Life: Administrative Violence, Critical Trans Politics, and the Limits of Law. New York: South End Press. 2011. ISBN 9780896087965. OCLC 601132754. Segunda edición expandida y publicada por Duke University Press (2015).[23] Traducción al español por Bellaterra Edicions.[24]
- Mutual Aid: Building Solidarity During this Crisis (and the next). New York: Verso Books. 2020. ISBN 9781839762123. Traducción al español ,[25] Italiano,[26] Portugues,[27] Catalan,[28] y sueco.[29]